# Epipagis algarrobolis
Epipagis algarrobolis is een vlinder uit de familie van de grasmotten (Crambidae), uit de onderfamilie van de Spilomelinae. De wetenschappelijke naam van deze soort is voor het eerst voorgesteld als Crocidophora algarrobolis door William Schaus in een publicatie uit 1940.
De soort komt voor in Puerto Rico.